# Marie-Eugène de l'Enfant-Jésus
Henri Grialou, plus connu sous son nom de religion Marie-Eugène de l'Enfant-Jésus, né le 2 décembre 1894 dans le quartier du Gua à Aubin en Aveyron et mort le 27 mars 1967 à Venasque en Vaucluse, est un religieux de l'Ordre du Carmel, fondateur de l'Institut Notre-Dame de Vie. Son procès en béatification fut ouvert en 1985. Sa béatification a eu lieu le 19 novembre 2016 à Avignon. Sa fête liturgique a été fixée au 4 février, jour anniversaire de son ordination sacerdotale.

## Biographie

### Enfance et études
Né au Gua, quartier d'Aubin, dans une famille d'origine rurale modeste et catholique fervente du bassin minier de Cransac, Henri Grialou est le fils d'Auguste Grialou (1860-1904), un mineur du bassin houiller qui meurt d'une pneumonie en 1904 alors qu'Henri est à peine âgé de dix ans, et l'enfant magnifiera alors la figure maternelle ; sa mère, née Marie Miral, se consacre à l'éducation de ses cinq enfants (deux garçons et trois filles).
 Il fait une partie de ses études chez les Pères du Saint-Esprit de Suse, en Italie. Il entre en octobre 1908 au petit séminaire de Graves puis, en 1911, au grand séminaire du diocèse de Rodez.
 Devançant volontairement l'appel pour le service militaire en 1913, il se trouve encore sous les drapeaux quand éclate la déclaration de la guerre. Il obtient le grade de lieutenant dans le 122e Régiment d'infanterie de Rodez, et il combat pendant toute la Première Guerre mondiale : il participe aux terribles batailles de l'Argonne, à Verdun et au Chemin des Dames et reçoit plusieurs décorations pour bravoure tel que la Légion d'honneur et la Croix de guerre. 
Il s'occupe également de l'instruction des nouvelles recrues en tant que lieutenant. Il est démobilisé en 1919. L'année suivante pendant la retraite de préparation à l’ordination au sous-diaconat, Henri Grialou lit un Abrégé de la vie de saint Jean de la Croix. Cette lecture lui semble d'abord « insipide », mais un appel intérieur à entrer au Carmel s'impose vigoureusement à lui malgré les objections de plusieurs personnes de son entourage.

### Le carme
Henri Grialou est ordonné prêtre le 4 février 1922 à Rodez, puis il est reçu dans l'Ordre du Carmel quelques jours plus tard, le 24 février, chez les Carmes déchaux au couvent d'Avon, près de Fontainebleau. Deux ans plus tard il est au couvent des Carmes de Lille. Il est nommé à 33 ans supérieur du Petit-Castelet à Tarascon dans les Bouches-du-Rhône. Durant ces années, il s’adonne largement dans sa prédication à faire connaître le message de sainte Thérèse de l'Enfant-Jésus récemment béatifiée (1923) puis canonisée (1925) et de saint Jean de la Croix, proclamé Docteur de l'Église (1926).
C’est en 1919 qu’il rencontre trois jeunes femmes qui ont ouvert un cours d’enseignement à Marseille, le cours Notre-Dame de France, à l'origine réservé aux filles. Cet établissement est aujourd'hui mixte. Leur désir de mener une vie de prière intense tout en ayant une activité professionnelle rejoint le désir du Père Marie-Eugène de diffuser l’enseignement du Carmel.  De cette rencontre naît en 1932 le groupement qui, constitué d'abord en fraternité du Tiers-Ordre carmélitain, deviendra, près de quinze ans plus tard, l'Institut Notre-Dame de Vie.

### Définiteur et Fondateur

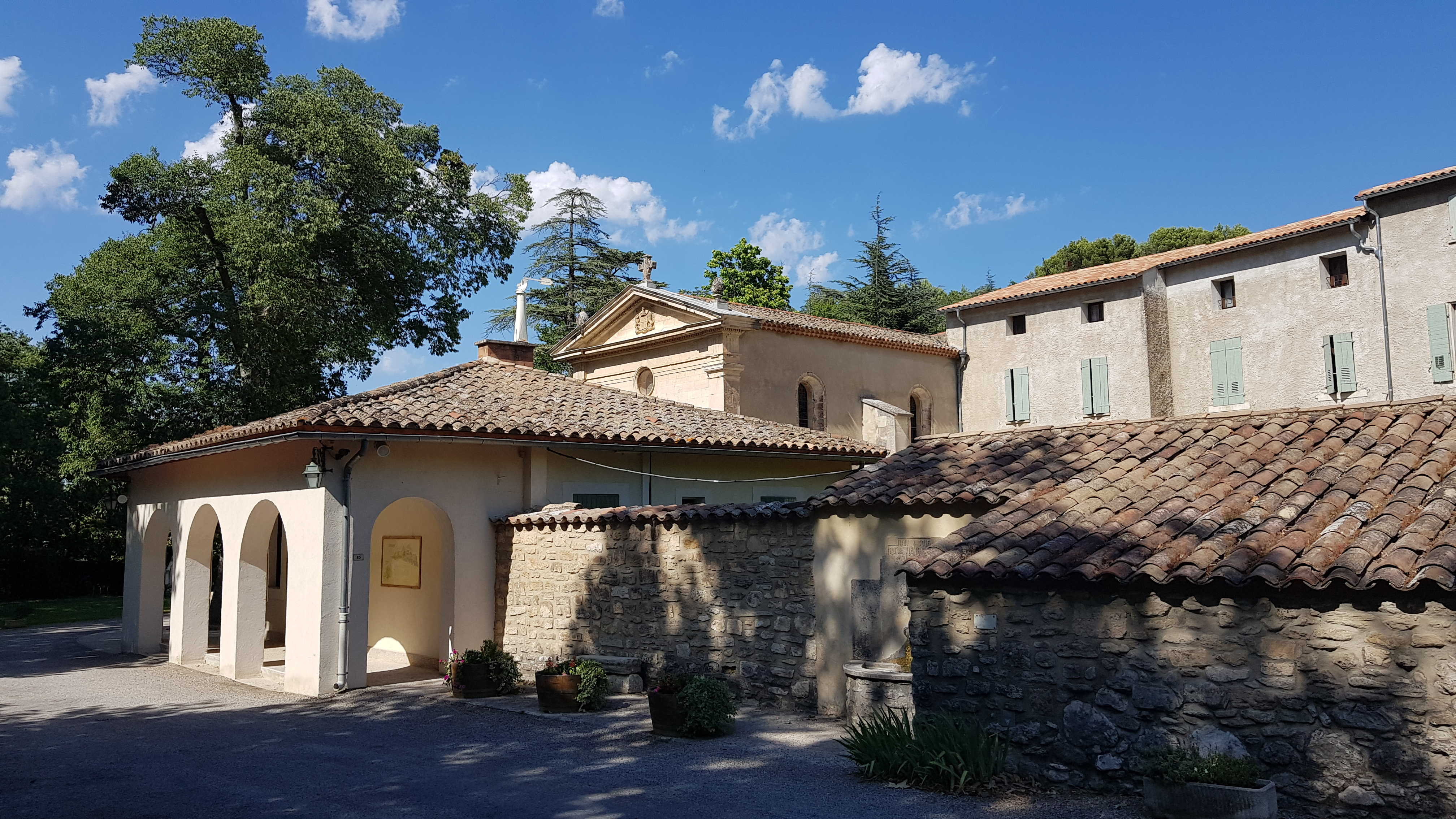
L'Institut Notre-Dame de Vie à Venasque.

Parallèlement aux débuts du groupement, le père Marie-Eugène remplit diverses missions : prieur du couvent des Carmes d'Agen (1932-1936), puis au couvent des Carmes de Monaco (1936-1937), mais il doit partir pour Rome, le 17 avril 1937, car il est nommé définiteur général de l'Ordre. Il le restera jusqu'en 1955. Il doit cependant retourner en France pour être mobilisé le 2 septembre 1939. Il ne retourne définitivement à Rome qu'en 1946. Cependant sa nouvelle charge de visiteur apostolique des carmels de France à partir de 1948 lui permet de suivre l'évolution de son institut.
De 1954 à 1955, le Père Marie-Eugène est vicaire général de l'Ordre du Carmel. À son retour en France, il devient prieur du couvent du Petit-Castelet à Tarascon, puis provincial de la province Avignon-Aquitaine de 1957 à 1960. Il réside définitivement à l'Institut Notre-Dame de Vie à partir de 1961. Réélu provincial d'Avignon-Aquitaine en 1963 (jusqu'à sa mort), il poursuit aussi la fondation de son Institut qui a été reconnu de droit pontifical le 24 août 1962. L'année suivante, il y accueille les premières vocations masculines qui donneront naissance respectivement à la branche sacerdotale et à la branche masculine (laïque).
Il meurt le lundi de Pâques 1967, jour de la fête de son Institut.

## Postérité

### Reconnaissance par l’Église catholique
Sa cause de béatification a été ouverte par l'Église le 7 avril 1985 dans le diocèse d'Avignon. Le 19 décembre 2011, le pape Benoît XVI reconnaît les vertus héroïques du Père Marie-Eugène de l'Enfant-Jésus, faisant du père un vénérable. Ultime étape avant la procédure de béatification,. 
Le 25 février 2016, la dépouille du Père Marie-Eugène est exhumée en présence de ses proches, de membres de l'Institut Notre-Dame de Vie, de Carmes et de Jean-Pierre Cattenoz pour constater l'état de la dépouille, nouvelle étape dans la cause de béatification. 
Le 3 mars 2016, le pape François signe le décret reconnaissant le caractère miraculeux d'une guérison obtenue par son intercession, ouvrant ainsi la voie à la célébration de sa béatification. Elle a eu lieu le 19 novembre 2016 à Avignon, en présence du cardinal Angelo Amato, préfet de la Congrégation pour les causes des saints et de 11 000 fidèles,.

## Un ouvrage-clé de théologie spirituelle:Je veux voir Dieu
Pour le Père Marie-Eugène, l'homme ne doit jamais perdre de vue le sens de sa destinée surnaturelle et éternelle : « Ne nous laissons pas troubler par les appels qui viennent du prince de ce monde qui voudrait faire de ce monde un paradis, y établir des conditions telles qu'elles nous fassent oublier Dieu, oublier la vie éternelle », dit-il dans une homélie ; il ne cessera de dénoncer la ruse diabolique de l'humanisme athée pour lui opposer la doctrine catholique de la Providence.
Son ouvrage, Je veux voir Dieu, a été écrit en 1947 et a reçu l'imprimatur en 1949 ; il a été tiré à plus de 68 000 exemplaires et son titre complet est : La Spiritualité thérésienne : Je veux voir Dieu. L'idée de ce livre est de faire un rapprochement entre d'abord l'action de Dieu sur chaque personne, puis l'activité de l’âme et enfin symboliquement, le Christ.
Le livre décrit progressivement les sept demeures de l’âme, en prenant pour appui et référence l'expérience mystique vécue par sainte Thérèse d'Avila et qu'elle a décrit dans son ouvrage Le Château intérieur. L’âme, dans sa quête de Dieu, va cheminer progressivement de la première demeure (vie spirituelle presque éteinte) vers la deuxième demeure (Effort vigoureux et douloureux d'ascension), puis la troisième demeure (Triomphe de l'activité raisonnable), la quatrième demeure (Nuit des sens), la cinquième demeure (Union de volonté). Ensuite, et si l’Âme continue à persévérer dans sa progression, viennent les sixième et septième demeures (Nuit de l'esprit : Formation du saint et de l'apôtre et enfin Union transformante).
La lecture de ce livre est on ne peut plus facile et agréable parce que le langage n'est pas celui de la théologie, mais celui de la vie et de l'Amour comme tout un chacun peut l'exprimer. Le livre s'adresse directement et questionne l’âme du lecteur (un peu comme si c'était l’âme elle-même qui lisait le livre) et au fur et à mesure des descriptions faites des demeures, l’âme du lecteur reconnaît facilement la demeure qui est sienne et peut ensuite imaginer (visualiser) ce qu'elle devra encore entreprendre pour arriver aux septièmes demeures où il ne s'agit pas moins que d'être en union totale au Christ, dans « l'envahissement divin complet. »
Il y est notamment écrit au niveau des « faveurs extraordinaires » : « En même temps, l'union de l’âme avec Dieu se contracte au centre le plus intime de l’âme qui doit être la demeure où Dieu lui-même habite, et où, ce me semble, il entre sans qu'il ait besoin de passer par aucune porte. »
Quant aux « fiançailles spirituelles », il est écrit : « La nuée divine s'élève vers le ciel, emporte l’âme à sa suite et commence à lui découvrir les splendeurs du royaume qui lui est préparé. »

## Pour approfondir

### Œuvres

#### Écrits principaux
- Marie-Eugène de l'Enfant-Jésus, Je veux voir Dieu : La Spiritualité Thérésienne : Je veux voir Dieu, Éditions du Carmel, 1949
- Marie-Eugène de l'Enfant-Jésus, Je suis fille de l'Église, Éditions du Carmel, 1951
- Réunis en un seul volume : Marie-Eugène de l'Enfant-Jésus et Marie-Laurent Huet, Je veux voir Dieu, Toulouse, Éditions du Carmel, 2014, 9e éd. (1re éd. 1957), 1392 p. (ISBN 978-2-84713-273-1)

##### Interprétation
Henri Grialou, est entré en 1922 dans l'ordre des Carmes et a fondé l’institut Notre-Dame-de-Vie en 1932.
Reconnus aux fruits que nous portons

« Les saints sont vraiment possédés par Dieu. « Voici que je suis avec vous jusqu'à la consommation des siècles » (Mt 28, 20), a assuré notre Seigneur. Sa présence mystérieuse est dévoilée par la fécondité. « Vous les connaîtrez à leurs fruits. » C'est le signe qu'il donne pour reconnaître ses véritables envoyés. Et ce fruit est un fruit qui doit affirmer sa qualité par la pérennité. « Je vous ai établis pour que vous alliez et que vous portiez du fruit, et un fruit qui demeure » (Jn 15, 16).

Ce fruit qui demeure, ce sont ces grandes œuvres, ces institutions, ces puissantes organisations que réalise chaque époque et qui défient les siècles, c'est l'Église elle-même que l'Esprit Saint construit constamment avec l'activité des saints qu'il a transformés et conquis dans l'amour dont il les a envahis. Nous avons le devoir de le remarquer : la puissance d'un thaumaturge qui réalise quelques prodiges est bien peu de chose comparée à cette fécondité qui s'attache à l'activité quotidienne des saints par laquelle l'Esprit, mystérieusement mais sûrement, affirme sa puissance et réalise son dessein. »

— Bx. Marie-Eugène de l'Enfant-Jésus. Je veux voir Dieu, éd. du Carmel, 1998, p. 1073-1074.

#### Lettres
- Père d'une multitude, Paris, Fayard, Le Sarment, 1988, 212 p.

#### Conférences / Homélies
- Marie-Eugène de l'Enfant-Jésus, Jésus, Contemplation du Mystère pascal, Éditions du Carmel, coll. « Centre Notre-Dame de Vie, Venasque », 4 février 2005, 3e éd éd. (1re éd. 1986), 92 p. (ISBN 978-2-84713-035-5).
- Marie-Eugène de l'Enfant-Jésus, Ton amour a grandi avec moi, Un génie spirituel, Thérèse de Lisieux, Éditions du Carmel, coll. « Centre Notre-Dame de Vie, Venasque », 1er juillet 1997, 3e éd. (1re éd. 1987), 194 p. (ISBN 978-2-900424-05-6).
- Marie-Eugène de l'Enfant-Jésus, Au souffle de l'Esprit, Prière et Action, Éditions du Carmel, coll. « Centre Notre-Dame de Vie, Venasque », 2004, 4e éd. (1re éd. 1990), 367 p. (ISBN 978-2-900424-12-4).
- Marie-Eugène de l'Enfant-Jésus, Jean de la Croix, Présence de lumière, Éditions du Carmel, coll. « Centre Notre-Dame de Vie, Venasque », 2000 (1re éd. 1991), 324 p. (ISBN 978-2-900424-16-2).
- Marie-Eugène de l'Enfant-Jésus, La Vierge Marie toute Mère, Éditions du Carmel, coll. « Centre Notre-Dame de Vie, Venasque », 2001, 3e éd. (1re éd. 1991), 190 p. (ISBN 978-2-900424-07-0).
- Marie-Eugène de l'Enfant-Jésus, Les premiers pas de l'Enfant-Dieu, Éditions du Carmel, coll. « Centre Notre-Dame de Vie, Venasque », 20 septembre 2001, 160 p. (ISBN 978-2-900424-91-9).

Textes choisis
- Marie-Eugène de l'Enfant-Jésus et Yvette Périco, La joie de la miséricorde, Bruyères-le-Châtel, Nouvelles Cités, coll. « Spiritualité », 13 mars 2008, 127 p. (ISBN 978-2-85313-549-8).
- J-C Dhavernas, E.Michelin et C. Verny, En marche vers Dieu : Avec le Père Marie-Eugène, Paris, Salvator, 25 novembre 2008, 160 p. (ISBN 978-2-7067-0586-1).
- Roselyne Deglaire et Joëlle Guichard, Prier 15 jours avec le Père Marie-Eugène de l'Enfant-Jésus, Nouvelle Cité, coll. « Prier 15 jours », 29 septembre 2005, 126 p. (ISBN 978-2-85313-487-3).
- Marie-Eugène de l'Enfant-Jésus, Croyez à la folie de l'amour qui est en Dieu, Toulouse, Éditions du Carmel, coll. « Éditions du Car », 5 janvier 2011 (1re éd. 2004), 95 p. (ISBN 978-2-84713-141-3).
- Marie-Eugène de l'Enfant-Jésus, Viens rencontrer le Dieu vivant : Entrer dans la prière avec Je veux voir Dieu, Toulouse, Éditions du Carmel, 22 septembre 2004, 39 p. (ISBN 978-2-84713-023-2).
- Parlez-nous de Dieu : Extraits de textes du P. M. Eugène, Venasque, Ed. du Micocoulier, 2004, 5e éd. (1re éd. 1992), 146 p.
- Thérèse Remy, L'expérience de Dieu : Marie-Eugène de l'Enfant-Jésus, textes choisis, Canada, Éd. Fides, 1999, 140 p.

## Citations
- « La sainteté, c’est la force de Dieu dans la faiblesse de l’homme »[16]
- « Toute ma vie a été basée sur la découverte de l’Esprit Saint. Je l’appelle mon ami, et je crois que j’ai des raisons pour cela. Oui, j’ai compris la miséricorde : sainte Thérèse de l’Enfant-Jésus en a senti la douceur, j’en sens la puissance. »[17]
- « Il est dangereux à notre époque d’être des saints à moitié, d’abdiquer un idéal qui nous est présenté. On pouvait croire autrefois que la sainteté était réservée à certaines catégories, à certaines âmes, à l’état religieux : actuellement la sainteté doit déborder, pénétrer dans toutes les âmes, dans la masse, dans tous les états. Elle s’impose non seulement à l’état religieux, à l’état de perfection, mais à la vie dans le monde. »[18]